# 孔斌
孔 斌（こう ひん、紀元前3世紀後半ごろ）は、中国戦国時代末期の魏の宰相。孔子の子孫。字は子順または子慎。名は謙または慎または斌など諸説あり。父は孔穿、子に孔鮒。
『史記』孔子世家や『漢書』孔光伝などの孔家の系譜に名前が載っているが、文献によって名や字に相違がある。
『孔叢子』第15篇から第17篇（陳士義篇・論勢篇・執節篇）に主役として登場する。魏王の招聘を受け入れ、孔子以降の孔家で初めて宰相となった。魏相として、賢者の登用（尚賢）や反秦政策を講じ、趙・韓に遊説して反秦一致を促し、趙の軍師も務めた。